# جورج برادفورد برينرد
جورج برادفورد برينرد (بالإنجليزية: George Bradford Brainerd)‏ هو مهندس ومصور أمريكي، ولد في 1845 في هادام في الولايات المتحدة، وتوفي في 14 مارس 1887 في الولايات المتحدة.